# 4223 Shikoku
För andra betydelser, se Shikoku (olika betydelser).
4223 Shikoku eller 1988 JM är en asteroid i huvudbältet som upptäcktes den 7 maj 1988 av den japanska astronomen Tsutomu Seki vid Geisei-observatoriet. Den är uppkallad efter den japanska ön Shikoku.
Asteroiden har en diameter på ungefär 22 kilometer och den tillhör asteroidgruppen Eos.